# NGC 4689
NGC 4689 (hay còn được gọi bằng những cái tên khác là PGC 43186, UGC 7965, VCC 2058) là một thiên hà xoắn ốc nằm trong chòm sao Hậu Phát cách chúng ta khoảng 54 triệu năm ánh sáng. NGC 4689 được cách nhà nghiên cứu phân loại là thiên hà LINER. Khi quan sát, ta thấy nó nằm nghiêng ở một góc khoảng 36 °. Điều đó nghĩa là nó gần như đối mặt với đường ngắm từ Trái Đất.
Thiên hà NGC 4689 được nhà thiên văn học người Anh gốc Đức William Herschel phát hiện ngày 12 tháng 4 năm 1784. Và nó được các nhà nghiên cứu đưa vào nhóm các thiên hà gần chòm sao Xử Nữ (tên tiếng Anh: Vigro Cluster).
Vòng đệm hình thành sao trong NGC 4689 đã bị cắt cụt, điều này có nghĩa là số lượng sao hình thành giảm đáng kể. Sự cắt ngắn này có thể là do sự tương tác của Plasma cực kì nóng của thiên hà này với các thiên hà khác trong nhóm các thiên hà gần chòm sao Xử Nữ khiến cho thiên hà mất rất nhiều Plasma cực kì nóng</ref>.

## Dữ liệu hiện tại
Theo như quan sát, đây là thiên hà nằm trong chòm sao Hậu Phát. Và dưới đây là một số dữ liệu khác:
Xích kinh 12h 47m 45.5s
Độ nghiêng 13 ° 45 ′ 46 ″
Redshift 0,005390 / 1616 km / giây 
Khoảng cách 54.025.244 năm ánh sáng
Độ lớn biểu kiến (V) 11,6 
Loại thiên hà SA(rs)bc, LINER
Kích thước Ước tính khoảng 78581.58 ly
Kích thước hiển thị (V) 4,3 x 3,5